# Oba Femi
Isaac Odugbesan (né le 22 avril 1998 à Lagos) est un ancien lanceur de poids et un catcheur (lutteur professionnel) nigérian. Il travaille actuellement à la World Wrestling Entertainment, dans la division NXT, sous le nom d'Oba Femi, où il est l'actuel champion de NXT.

## Biographie
Odugbesan avait remporté plusieurs médailles au cours de ses années de lycée. Cela lui vaudrait une bourse d'étudiant-athlète à la Middle Tennessee State University, remportant le titre Conference USA. Odugbesan a ensuite été transféré à l'Université de l'Alabama à l'été 2019, où il a remporté le titre du lancer du poids aux championnats d'athlétisme en salle de la SEC en 2021 et 2022, ainsi que le titre en extérieur au cours de la dernière année précédant l'obtention de son diplôme.

## Carrière de catcheur

### World Wrestling Entertainment (2021-...)
Le 8 décembre 2021, il signe officiellement avec la World Wrestling Entertainment et s'entraîne au WWE Performance Center.

#### Débuts àNXT, vainqueur du tournoi Breakout, champion Nord-Américain deNXTet champion deNXT(2023-…)
Le 25 avril 2023 à NXT Spring Breakin', il fait ses débuts dans le show jaune en tant que Heel, dispute son premier match et bat Oro Mensah.
Le 1er janvier 2024 à NXT: New Year's Evil, il remporte le tournoi Breakout en battant Riley Osborne en finale et le contrat qui lui permettra d'obtenir un match de championnat à tout moment. Six soirs plus tard à NXT, après la conservation du titre Nord-Américain de NXT de Dragon Lee sur Lexis King, il encaisse son contrat sur le premier, devient le nouveau champion Nord-Américain de NXT en le battant et remporte le titre pour la première fois de sa carrière.
Le 6 avril à NXT Stand & Deliver, il conserve son titre en battant Dijak et Josh Briggs dans un Triple Threat match. Le 9 juin à NXT Battlground, il conserve son titre en battant Wes Lee et Joe Coffey dans la même stipulation.
Le 7 juillet à NXT Heatwave, il conserve son titre en rebattant son premier adversaire. Le 1er septembre à NXT No Mercy, il conserve son titre en battant Tony D'Angelo.
Le 8 octobre à NXT, il ne conserve pas sa ceinture, battu par son même adversaire dans un match revanche, ce qui met fin à un règne de 273 jours. Le 7 décembre à NXT Deadline, il remporte le Iron Survivor Challenge match et devient aspirant no 1 au titre de NXT.
Le 7 janvier 2025 à NXT: New Year’s Evil, il devient la nouveau champion de NXT en battant Trick Williams et Eddy Thorpe (en) dans un Triple Threat match, remporte le titre pour la première fois de sa carrière et son second titre personnel.

## Palmarès
- World Wrestling Entertainment
  - 1 fois champion de NXT (actuel)
  - 1 fois champion Nord-Américain de NXT (plus long règne)
  - Vainqueur du NXT Breakout Tournament 2023

## Récompenses des magazines
- Pro Wrestling Illustrated
  - Classé 53e du classement PWI 500 en 2024[13]